# リオン・ブリッジズ
リオン・ブリッジズ（Leon Bridges、1989年7月13日 - ）は、アメリカ合衆国テキサス州フォートワース出身のソウルミュージック、R&Bのシンガーソングライター。
シングル"Coming Home"がスポティファイのTop 10 Most Viral Tracksにチャートインし、注目を浴びた。
同曲を収録したデビュー・アルバム"Coming Home"は2015年6月23日にコロムビア・レコードよりリリースされた。
同作は、第58回グラミー賞の「最優秀R&Bアルバム」部門にノミネートされた。

## デビューまで
ギターを始めたのはデビューの数年前からだった。
2014年にコロムビア・レコードと契約を結ぶまで、レストランで皿洗いの仕事をしながらフォートワースでオープンマイクナイト（飛び入り参加可能なライブイベント）に参加していた。
ジニュワインやアッシャーといった90年代のR&Bのファンであったが、それらを元にした自作の出来栄えに満足することが出来なかった。そこで方向性を換え、自分の母親について歌った""Lisa Sawyer"あたりから今の作風に進むことになった。

## 2014-2015: Coming Home
ブリッジズは1950年～1960年代のソウルミュージックを元に曲作り、パフォーマンスをおこなった。
徐々にファンを増やし、オースティンのバンドWhite Denimの二人のギタリスト、Austin JenkinsとJoshua Blockに出会ったことがブレークのきっかけとなった。
JenkinsとBlockは ""Coming Home""でのパフォーマンスに注目し、数曲でプロデュースを務めた。
アルバム製作ではヴィンテージ機材を使用し、White Denimにも所属する地元ミュージシャンが参加した。
2014年に2曲のデモをサウンドクラウドにアップすると、""Coming Home""は地元のラジオでオンエアされるようになった。
ラジオでのオンエアにより、多くのレコード会社の注目を集めた。40以上のレーベルによる争奪戦の末、2014年12月にコロムビア・レコードと契約を結んだ。
初めてのアメリカ国内ツアーは2015年1月に始まった。同ツアーで、シャロン・ヴァン・エッテンのニューヨーク公演のサポート・アクトも努めた。
ツアーにはJenkinsとBlockも、White Denimが活動再開するまで参加した。
2015年2月に、"Coming Home"が初の公式シングルとしてコロムビア・レコードよりリリースされた。
同曲はデモバージョンに続き、成功を収め、スポティファイのTop 10 Most Viral Tracks（5位：2015年2月9日〜15日）となった。
サンダンス映画祭やサウス・バイ・サウスウエストにも出演した。サウス・バイ・サウスウエストでは最もパフォーマンスが評価されたアーティストに送られるGrulke賞をコートニー・バーネットらと共に受賞した。
2015年夏、デビュー・アルバム"Coming Home"がコロムビア・レコードからリリースされた。
"Coming Home"はiPhone 6のコマーシャルに使用された。
イギリスでも公演を行い、ロンドンのVillage Underground公演はソールドアウトとなった。
自身の活動の傍ら、Apple Music Festivalではファレル・ウィリアムスのサポートも努め、
マックルモア&ライアン・ルイスのセカンド・アルバムに収録される"Kevin"にも参加した。

## 2015-現在
デビュー・アルバム"Coming Home"が第58回グラミー賞の「最優秀R&Bアルバム」部門にノミネートされた。

## 音楽スタイル
1960年代のR&Bに影響を受けたソウルミュージック。ウォール・ストリート・ジャーナルは「オーティス・レディングやサム・クックのような60年代のソウルミュージックを彷彿させる」と評した。

## ディスコグラフィー

### アルバム
| 年                                        | タイトル    | アルバム詳細                                                                                              | チャート最高位 | チャート最高位 | チャート最高位 | チャート最高位 | チャート最高位 | チャート最高位 | チャート最高位 | チャート最高位 | チャート最高位 | チャート最高位 | 認定 |
| 年                                        | タイトル    | アルバム詳細                                                                                              | US             | AUS            | BEL            | FRA            | GER            | NLD            | NZ             | SPA            | SWI            | UK             | 認定 |
| ----------------------------------------- | ----------- | --- | -------------- | -------------- | -------------- | -------------- | -------------- | -------------- | -------------- | -------------- | -------------- | -------------- | ---- |
| 2015                                      | Coming Home | - 発売日: 2015年6月23日 - レーベル: Columbia - フォーマット: CD, LP, digital download - 全米売上: 3.8万枚 | 6              | 8              | 104            | 61             | 89             | 10             | 13             | 49             | 35             | 8              |      |
| 2018                                      | Good Thing  | - 発売日: 2018年5月4日 - レーベル: Columbia - フォーマット: CD, LP, digital download - 全米売上: 5.9万枚  | 3              | 8              | 17             | —              | 93             | 22             | 13             | 47             | 40             | 28             |      |
| "—"は未発売またはチャート圏外を意味する。 |             | |                |                |                |                |                |                |                |                |                |                |      |